# Ugo di Basseville
Ugo di Basseville, nome italianizzato di Nicolas Jean Hugou de Basseville (a volte scritto Bassville) (Abbeville, 7 febbraio 1753 – Roma, 14 gennaio 1793), è stato un giornalista, diplomatico e rivoluzionario francese.

## Biografia
Originariamente destinato dalla sua famiglia al sacerdozio, studiò in seminario e insegnò teologia per un breve periodo, prendendo gli ordini minori, prima di abbandonare la tonaca e recarsi a Parigi. Nel 1784 pubblicò un libro intitolato Elementi di mitologia e alcuni componimenti poetici, che gli valsero una certa notorietà negli ambienti illuministi. Nel 1789, abbracciando gli ideali rivoluzionari, divenne direttore del giornale Le Mercure International. 

### Basseville in Italia
Successivamente intraprese la carriera diplomatica, venendo inviato come Segretario alla Legazione di Francia presso il Regno di Napoli nel 1792, una sorta di Rappresentante in missione senza poteri.
Mentre era a Napoli, venne incaricato di recarsi a Roma per una missione speciale presso la corte papale, con l'incarico di negoziare la riapertura dei rapporti diplomatici. 
Convinto giacobino, anche se forse vicino agli hébertisti, anticattolico e anticlericale, favorevole alla politica di scristianizzazione della Francia, giunto a Roma, Basseville diede prova di scarsa diplomazia, ostentando arroganza nei confronti della Curia e disprezzo della religione cattolica. 
In occasione delle principali cerimonie religiose era solito mescolarsi ai fedeli e, nei momenti di maggior devozione, bestemmiava a gran voce, invitando a devastare le chiese e a consegnargli i sacerdoti affinché, una volta condotti a Parigi, venissero processati e decapitati. Fece rimuovere lo stemma borbonico gigliato della deposta monarchia francese che ancora sovrastava l'ingresso dell'ambasciata francese, come già aveva fatto a Napoli, sostituendolo con la "Dea Libertà", il nuovo emblema di Stato della Repubblica Francese. 
Si dichiarò inoltre protettore dei giacobini di Roma, e chiese ripetutamente l'espulsione dallo Stato Pontificio dei nobili francesi emigrée che vi si erano rifugiati per sfuggire alla ghigliottina, tra cui due delle zie del re Luigi XVI, Adelaide e Vittoria. In diverse occasioni pubbliche si espresse in termini canzonatori nei confronti di papa Pio VI, da lui definito Oca porpora del Campidoglio, e rispose alle rimostranze del cardinale Francesco Saverio de Zelada, Segretario di Stato, con insulti.

### Omicidio
Queste sue intemperanze verbali causarono sconcerto e irritazione nella parte conservatrice dell'opinione pubblica romana e il 13 gennaio 1793, quando in Francia si era alle fasi finali del processo al re (ghigliottinato il 21 gennaio), mentre transitava in carrozza per via del Corso coi suoi servitori che esibivano le coccarde tricolori della Repubblica, Basseville venne assalito a colpi di pietre dalla folla, fu trascinato fuori dalla carrozza e malmenato brutalmente. Colpito da un fendente di rasoio alla gola quando ormai aveva raggiunto i suoi appartamenti, Basseville morì dopo un'agonia durata alcune ore. 
Questo delitto venne preso a pretesto dal governo della Convenzione e dal Comitato di salute pubblica, che denunciò il fatto come un assassinio del rappresentante della Repubblica eseguito su ordine del Papa.

## Posterità
Nel 1797, con un articolo del trattato di Tolentino, stipulato in seguito alle subite sconfitte militari delle forze pontificie, il governo papale si impegnò a pagare un risarcimento alla vedova e agli orfani di Basseville; Luigi Filippo farà lo stesso nel 1834, concedendo un assegno al figlio militare di Basseville. In seguito alle sconfitte dei pontifici, con l'aiuto delle armate napoleoniche, i giacobini instaurarono la Repubblica Romana nel 1798. Ad Ugo di Basseville è dedicato il poema epico di ispirazione "dantesca" La Bassvilliana (1793) di Vincenzo Monti (poi rinnegato dallo stesso autore), che trae spunto dal fatto di cronaca e dalla presunta conversione di Basseville in punto di morte, per criticare la Francia rivoluzionaria da un punto di vista reazionario. Anche Francesco Saverio Salfi dedicò dei versi a de Basseville, contro la Bassvilliana del Monti compose il Bassville  . Si ritiene che Niccolò Foscolo, allora giovane e fervente "giacobino" di 15 anni, cambiò il nome in Ugo Foscolo forse anche per omaggiarlo.

## Opere

### In lingua francese
- Apologie du roman d'Adèle et Théodore, précédée d'une Lettre du bailli de Vaugirard au barbier de Séville (1782)
- Élémens de mythologie, avec l'Analyse des poëmes d'Homère et de Virgile, suivie de l'explication allégorique à l'usage des jeunes personnes de l'un et l'autre sexe (1784)
- Précis historique sur la vie et les exploits de François Le Fort, citoyen de Genève, général et grand amiral de Russie (1784)
- Le Cri de la nation à ses pairs ou Rendons les prêtres citoyens, par M. Hugou de Basseville, membre de plusieurs académies et du comité de district des filles Saint-Thomas (1789) Testo scaricabile in lingua francese
- Mémoires historiques, critiques et politiques de la Révolution de France, avec toutes les opérations de l'Assemblée nationale (due volumi, 1790)